# Afinación por terceras mayores
La afinación por terceras mayores es una afinación regular en la cual cada intervalo entre las cuerdas abiertas al aire sucesivas es una tercera mayor ("M3" en abreviatura musical). Otros nombres para esta afinación son la afinación en tercera mayor, afinación M3, círculo de terceras y afinación aumentada. Por definición, un intervalo de tercera mayor separa dos notas que difieren en cuatro semitonos (un tercio de la octava de doce notas).
E-A-D-G-B-E.
Esta afinación se utiliza para guitarras acústicas y eléctricas, denominada "estándar" en inglés, es irregular, mezclando cuatro cuartos y una tercera mayor, la afinación M3 es regular: Sólo los intervalos de tercera mayor se producen entre las cuerdas sucesivas de la afinación en M3, por ejemplo, la afinación de C abierto aumentada.
G♯-C-E-G♯-C-E.
Para cada afinación en M3, las cuerdas al aire forman una tríada aumentada en dos octavas.
Para guitarras con seis cuerdas, cada afinación por terceras mayores repite sus tres notas abiertas en dos octavas, es por esto que hay muchas posibilidades para la digitación de acordes. Mediante la repetición de las notas cuerdas al aire y por los intervalos uniformes entre las cuerdas, la afinación por terceras mayores simplifica el aprendizaje. Estas características facilitan la improvisación a guitarristas avanzados, el objetivo del guitarrista de jazz Ralph Patt inició con la popularización de la afinación por terceras mayores entre 1963 y 1964.

## Evitando intervalos irregulares en la afinación estándar

Particiones del tono M3 en 4 segmentos

En la afinación estándar, las cuerdas al aire sucesivas se mezclan en dos tipos de intervalos, cuatro cuartas perfectas y la tercera mayor entre las cuerdas G y B:
E-A-D-G-B-E.
Sólo las terceras mayores se producen como intervalos de cuerdas abiertas para la afinación por terceras mayores, también llamada "afinación en tercera mayor", "afinación por círculo de terceras",  y "afinación M3". Una afinación popular en M3 tiene las cuerdas al aire
G♯-C-E-G♯-C-E,
En la que el G♯ grave es una tercera mayor por encima del E grave de la afinación estándar. Consecuentemente, a menudo se añade una séptima cuerda para la E grave con la intención de restaurar el rango de E-E estándar. Aunque la afinación en M3 puede utilizar conjuntos estándar de cuerdas de la guitarra, se han recomendado calibres de cuerdas especializados. Además de esta afinación M3, que tiene las notas abiertas {G♯, C, E}, hay exactamente otras tres afinaciones en M3, que tienen distintos conjuntos de notas abiertas y clase de tonos. Las otras afinaciones por terceras mayores tienen las notas abiertas {A, C♯, F}, {A♯, D, F♯},  y {B, D♯, G}.  Para guitarras de seis cuerdas, la afinación M3 
F♯-A♯-D-F♯-A♯-D
Aquí se pierden los dos semitonos más bajos en la cuerda E grave y los dos semitonos más altos de la cuerda E aguda en la afinación estándar; se puede utilizar un juego de cuerdas para la afinación estándar.

## Propiedades

Acordes menores, mayores y de séptima son tocados de la misma forma en dos o tres trastes consecutivos.

Desplazando un acorde tres cuerdas aumenta este una octava.

Las afinaciones por terceras mayores requieren menos estiramiento que otras afinaciones, porque cada una de las afinaciones M3 comprime las notas de las doce octavas en cuatro trastes consecutivos.  Los intervalos de tercera mayor permiten que los acordes mayores y acordes menores puedan ser tocados con dos o tres dedos consecutivos en dos cuerdas consecutivas. Cada afinación en tercera mayor es regular y repetitiva, dos propiedades que facilitan el aprendizaje para los principiantes y la improvisación de los guitarristas avanzados.

### Cuatro trastes para los cuatro dedos
En esta afinación, la escala cromática está ordenada en tres cuerdas consecutivas en cuatro trastes consecutivos. Este ordenamiento de cuatro trastes facilita la técnica de la mano izquierda para guitarra clásica (española): Por cada posición de la mano de cuatro trastes, la mano se queda estática y los dedos se mueven, cada dedo debe de ser responsable de un traste. En consecuencia, tres posiciones de la mano (cubriendo los trastes 1-4, 5-8 y 9-12) dividen el diapasón de la guitarra clásica,  que tiene exactamente 12 trastes.
Sólo se necesitan dos o tres trastes de la guitarra para los acordes mayores, menores y séptimas dominantes -los cuales se enfatizan en las introducciones para tocar guitarra y en los fundamentos de la música.  Cada acorde mayor y menor se pueden tocar en dos trastes sucesivos en tres cuerdas sucesivas, y por lo tanto cada una sólo necesita dos dedos. Otros acordes -segundos, cuartos, séptimos y novenos- se tocan en sólo tres trastes sucesivos. Para acordes fundamentales, la simplificación y la consistencia de la afinación por terceras mayores no son compartidos por la afinación estándar, cuya digitación de acordes de séptima se discute al final de esta sección.

### Repetición
Cada afinación en tercera mayor repite sus notas al aire después de cada dos cuerdas, que da como resultado dos copias de las notas de las tres notas con cuerdas al aire, cada uno en una octava diferente. Esta repetición de nuevo simplifica el aprendizaje de los acordes y de la improvisación.  Esta ventaja no es compartida por las dos afinaciones regulares populares, afinación por círculo de cuartas y afinación por círculo de quintas.
La inversión de acorde es especialmente simple en la afinación por terceras mayores. Los acordes se invierten simplemente subiendo una o dos notas tres cuerdas. Las notas elevadas se tocan con el mismo dedo al igual que las notas originales. Por lo tanto, acordes mayores y menores se tocan en dos trastes en la afinación M3, incluso cuando están invertidos. Por el contrario, las inversiones de los acordes en la afinación estándar requieren tres dedos abarcando cuatro trastes, en la afinación estándar, la forma de inversiones depende del involucramiento de la tercera mayor irregular.

### Intervalos musicales regulares
En cada afinación regular, los intervalos musicales son los mismos para cada par de cuerdas consecutivas. Otras afinaciones regulares incluyendo las afinaciones por círculos de cuartas o círculos de quintas. Para cada afinación normal, los patrones de acordes se pueden mover alrededor del diapasón, una propiedad que simplifica el aprendizaje de los acordes a los principiantes y a los músicos avanzados en su improvisación.
Por el contrario, los acordes no pueden ser desplazados en todo el diapasón con la afinación estándar, que requiere cuatro formas para acordes mayores: Hay digitaciones separadas para acordes teniendo la nota raíz en una de las cuatro cuerdas de la tres a la seis.

#### Acordes cambiantes: verticales y diagonales
La repetición de las notas le permite a estas y a los acordes elevarse una octava al ser desplazados verticalmente por tres cuerdas. Las notas y acordes se pueden desplazar en diagonal en la afinación por terceras mayores, mediante la combinación de un desplazamiento vertical de una de las cuerdas con un desplazamiento horizontal de cuatro trastes:  "Al igual que todas las afinaciones regulares, los acordes en la afinación por terceras mayores se pueden mover a través del diapasón (ascendiendo o descendiendo una tercera mayor para cada cuerda) ... "
En la afinación estándar, tocar las escalas de una octava requiere tres patrones, que dependen de la cuerda de la nota raíz. Los acordes no pueden desplazarse en diagonal sin cambiar los patrones de dedos. La afinación estándar tiene cuatro patrones de dedos para intervalos musicales, cuatro formas para acordes mayores básicos, y tres formas para la inversión de los acordes mayores básicos.

### Acordes abiertos y músicos principiantes

Acordes de séptima, construidos en posición cerrada al interponer intervalos de tercera en la escala de Do mayor, son tocados en 3 trastes en la afinación M3.

Estas son afinaciones abiertas no convencionales, en las que las cuerdas al aire forman una tríada aumentada. En afinaciones M3, la quinta aumentada sustituye a la quinta perfecta de la tríada mayor, que se utiliza en afinaciones abiertas convencionales.  Por ejemplo, la tríada aumentada-C (C, E, G♯) tiene una G♯ en lugar de G. (la nota G♯ es armónicamente equivalente a A♭, como se señaló anteriormente). Por consiguiente, la afinación M3 también es llamada afinación aumentada de quintas (abierta) (En francés "La guitare #5, majeure quinte augmentée").
La literatura de instrucción utiliza la afinación estándar. Tradicionalmente, un curso comienza con la mano en la primera posición, es decir, con la mano izquierda cubriendo trastes 1-4. Los guitarristas principiantes aprenden primero acordes abiertos pertenecientes a la clave mayor de C, G y D. Los guitarristas que tocan, sobre todo acordes abiertos en estas tres escalas mayores y sus escalas menores relativas (Am, Em, Bm), pueden preferir una afinación estándar en vez de una afinación M3. En particular, los aficionados a tocar música folk alrededor de una fogata les va bien tocar con una afinación estándar. Tales aficionados también pueden tocar en la afinación por terceras mayores, que también tiene muchos acordes abiertos con notas sobre la quinta o sexta cuerdas; los acordes con la quinta y sexta cuerda tienen mayor volumen que los acordes de la tercera y cuarta cuerda y son muy útiles para guitarras acústicas (por ejemplo, las guitarras electroacústicas sin amplificación).
Los guitarristas intermedios no se limitan a una sola posición de la mano, y por consiguiente los acordes abiertos son solo una parte de su repertorio de acordes. En la música contemporánea, los guitarristas maestros "piensan en diagonal y se mueven hacia arriba y abajo de las cuerdas"; se necesita fluidez en todo el diapasón sobre todo por los guitarristas que tocan jazz. Según su inventor, Ralph Patt, la afinación por terceras mayores 

"Hace fáciles las cosas difíciles y difíciles las cosas fáciles. [...] Esto nunca va a tomar lugar en una guitarra de folk, y no es la intención. Para la música difícil, y para donde vamos en el libre jazz e incluso el viejo jazz be-bop, esto es una manera mucho mas fácil de tocar"

### Acordes con mano izquierda.
La afinación por terceras mayores está estrechamente relacionada con la afinación en sextas menores, que es la afinación normal en la que se basa la sexta menor, el intervalo de ocho semitonos. De cualquier forma, ascendente por una tercera mayor o descendente por una sexta menor, se llega a la misma clase de tono, la misma nota que representa los tonos en diferentes octavas. Intervalos emparejados como el par de intervalos de la tercera mayor y sexta menor se denominan "intervalos invertidos" en la teoría de la música. Por lo tanto, en las tablas de acordes de afinación en sexta menor se pueden usar para afinaciones por terceras mayores para zurdos; a la inversa, las tablas de acordes para afinaciones por terceras mayores se pueden usar para afinaciones de sexta menor para zurdos.

### Digitación para acordes séptimos.

En la afinación estándar, el sonido cerrado de los graves de raíz en el acorde Do7 en los trastes 3-8 es difícil de tocar, por lo que un sonido abierto es convencional

La afinación por terceras mayores facilita la ejecución de los acordes con sonidos cerrados. Por el contrario, la afinación estándar requeriría más para jugar acordes de séptima cerrados y el ajuste de modo estándar de estiramiento de la mano utiliza voces abiertas para muchos acordes de cuatro notas, por ejemplo de los acordes de séptima dominante. Por definición, una séptima dominante es un acorde de cuatro notas que combina un acorde mayor y una séptima menor. Por ejemplo, el acorde de séptima C7 combina el acorde C-mayor {C, E, G} con B♭. En la afinación estándar, el sonido cerrado de los graves de raíz que se extiende de C-principal (C, E, G) a un acorde C7 (C, E, G, B ♭) abarcaría seis trastes (3-8); por lo que los acordes de séptima "contienen un tramo significativo en la mano izquierda". La ilustración muestra este sonido C7  (C, E, G, B ♭), lo que sería muy difícil de tocar en la afinación estándar, además del sonido abierto del acorde C7 que es convencional en la afinación estándar: Esta posición abierta del acorde C7 se denomina una segunda inversión del acorde C7 drop 2 (C, G, B ♭, E), debido a que la segunda nota más alta (C) en el acorde C7 segunda inversión (G, B ♭, C, E) se reduce en una octava.

## Historia

Mezcla de la afinación estándar de una tercera mayor y cuatro cuartas perfectas no cumplieron con las necesidades de Ralph Patt para improvisar, así que inventó la afinación M3.

La afinación por terceras mayores fue introducida en 1964 por el guitarrista de Jazz Ralph Patt. Él estudió con Gunther Schuller, cuya técnica dodecafónica fue inventada por el compositor atonal, su maestro, Arnold Schoenberg. Patt fue también inspirado por el free jazz de Ornette Coleman y John Coltrane. Buscando una afinación de guitarra que pudiera facilitar la improvisación usando dodecafonía, él introdujo la afinación por terceras mayores en 1964, quizá en 1963. Para lograr el sonido abierto en rango de cuerdas E-E de la afinación estándar (española), Patt empezó usando guitarras de siete cuerdas en 1963, antes de arreglarlo con guitarras de ocho cuerdas con un G♯ agudo (equivalente a A♭) como la nota abierta más aguda. Patt usó la afinación por terceras mayores durante todo su trabajo como músico de sesión después de 1965 en Nueva York. Patt desarrolló una página web con información extensa sobre esta afinación.

### Pie de Página
1. 1 2  Las guitarras clásicas tienen 12 trastes mientras que las guitarras acústicas de cuerdas de acero tienen 14 o más(Denyer, 1992, p. 45). Guitarras eléctricas tienen más trastes, por ejemplo 20(Denyer, 1992, p. 77).
2. 1 2  La ilustración designa a B♭ su equivalente enarmónico,  A♯. Los diapasones de guitarra usan afinación de temperamento igual, en el que B♭ y A♯ tienen el mismo tono. Estas notas representan distintos tonos en sistemas de afinación que no son igualmente temperados.

### Citas
1. 1 2 3 4 5  Sethares (2001, "The major third tuning" (pp. 56–57), p. 56)
2. 1 2 3 4 5 6  Peterson (2002, pp. 36–37)
3. 1 2 3 4 5 6 7  Kirkeby (2012)
4. 1 2 3 4 5 6 7  Peterson (2002, p. 36)
5. 1 2 3 4  Griewank (2010, p. 3)
6. 1 2  Patt, Ralph (4 de abril de 2004). «Tuning in all thirds». rec.music.makers.guitar.jazz. Consultado el 10 de diciembre de 2012.
7. 1 2  Griewank (2010, p. 1)
8. 1 2 3 4 5  Griewank (2010, p. 4)
9. 1 2 3  Peterson (2002, p. 37)
10. ↑  Kirkeby (2012, "Strings")
11. 1 2 3  Griewank (2010, p. 9)
12. 1 2 3  Griewank (2010, p. 2)
13. 1 2 3  Sethares (2001, p. 52)
14. 1 2  Denyer (1992, p. 72)
15. ↑  Mead (2002, pp. 28 and 81)
16. ↑  Duckworth (2007, p. 339)
17. ↑  Griewank (2010, p. 10)
18. 1 2  Denyer (1992, p. 121)
19. 1 2  Denyer (1992, p. 119)
20. ↑  Griewank (2010, pp. 9–10)
21. ↑  Denyer (1992, p. 105)
22. ↑  Denyer (1992, pp. 74–75)
23. ↑  Zemb, Patrick (15 de agosto de 2007). «Sommaire du site musical (French: Summary of the musical site)». English machine-translation. Archivado desde el original el 24 de junio de 2013. Consultado el 29 de agosto de 2012.
24. 1 2  White (2005)
25. ↑  Griewank (2010, p. 5)
26. ↑  Griewank (2010, pp. 13, with listing on pp. 20–21)
27. ↑  Sethares (2001, "The major third tuning" (pp. 56–57), listing on p. 57)
28. 1 2  Sethares (2001, p. 53)
29. ↑  Duckworth (2007, pp. 128–129)
30. 1 2 3 4  Smith (1980, pp. 92–93)
31. ↑  Kolb (2005, p. 37)
32. ↑  Fisher (2002, pp. 30–33)
33. ↑  Patt (2008)
34. ↑  Sethares (2012)

## Biografía
- «Playing the guitar». The guitar handbook: The essential encyclopedia for every guitar player. Special contributors and Alastair M. Crawford (Fully revised and updated edición). London and Sydney: Pan Books. 1992 [1982]. pp. 65-160. ISBN 0-330-32750-X. ISBN 978-0330327503.
- Duckworth, William (2007). A creative approach to music fundamentals: Includes keyboard and guitar insert (ninth edición). 2005928009: Thomson Schirmer. pp. 1–384. ISBN 0-495-09093-X; ISBN 9780495090939.
- Fisher, Jody (2002). «Chapter Five: Expanding your 7 chord vocabulary». Jazz guitar harmony: Take the mystery out of jazz harmony. pp. 26-33. ISBN 073902468X; ISBN 9780739024683.
- Griewank, Andreas (1 de enero de 2010), Tuning guitars and reading music in major thirds, Matheon preprints 695, Rosestr. 3a, 12524 Berlin, Germany: DFG research center "MATHEON, Mathematics for key technologies" Berlin.
- Kirkeby, Ole (1 de marzo de 2012). «Major thirds tuning». m3guitar.com. cited bySethares (2012) andGriewank (2010, p. 1). Archivado desde el original el 30 de octubre de 2015. Consultado el 10 de junio de 2012.
- Kolb, Tom (2005). Music theory. Hal Leonard Guitar Method. Hal Leonard Corporation. pp. 1–104. ISBN 0-634-06651-X; ISBN 978-0634066511.
- Mead, David (2002). Chords and scales for guitarists. London: Bobcat Books Limited: SMT. ISBN 1-86074-432-X; ISBN 978-1860744327.
- Patt, Ralph (14 de abril de 2008). «The major 3rd tuning». Ralph Patt's jazz web page. ralphpatt.com. cited bySethares (2012) andGriewank (2010, p. 1). Consultado el 10 de junio de 2012.
- Peterson, Jonathon (2002). «Tuning in thirds: A new approach to playing leads to a new kind of guitar». American Lutherie: The Quarterly Journal of the Guild of American Luthiers (8222 South Park Avenue, Tacoma WA 98408: USA.: The Guild of American Luthiers) 72 (Winter): 36-43. ISSN 1041-7176. Archivado desde el original el 21 de octubre de 2011. Consultado el 9 de octubre de 2012.
- Sethares, Bill (2001). «Regular tunings» (pdf). Alternate tuning guide. Madison, Wisconsin: University of Wisconsin; Department of Electrical Engineering. pp. 52-67. Consultado el 19 de mayo de 2012.
- «Alternate tuning guide». Madison, Wisconsin: University of Wisconsin; Department of Electrical Engineering. 18 de mayo de 2012. Consultado el 8 de diciembre de 2012.
- Smith, Johnny (1980). «XVII: Upper structure inversions of the dominant seventh chords». Mel Bay's complete Johnny Smith approach to guitar. Complete. Mel Bay Publications. pp. 1-256. ISBN 1-5622-2239-2; ISBN 978-15622-2239-0.
- White, Mark (2005). «Reading skills: The guitarist's nemesis?». Berklee Today (Boston, Massachusetts: Berklee College of Music) 72. ISSN 1052-3839.

## Otras lecturas
- Alternate tuning guide (pdf). Madison, Wisconsin: University of Wisconsin; Department of Electrical Engineering. 10 de enero de 2009 [2001]. Consultado el 19 de mayo de 2012.